# Sarcophaga tricolor
Sarcophaga tricolor är en tvåvingeart som beskrevs av Villeneuve 1908. Sarcophaga tricolor ingår i släktet Sarcophaga och familjen köttflugor.
Artens utbredningsområde är Kanarieöarna. Inga underarter finns listade i Catalogue of Life.